# Ryan Pini
Ryan John Pini (ur. 10 grudnia 1981 w Port Moresby) – papuański pływak, czterokrotny olimpijczyk, dwukrotny chorąży reprezentacji olimpijskiej (w 2008 i 2016 roku). Pierwszy w historii kraju pływak, który dotarł do finału olimpijskiego.

## Wczesne życie
Pini urodził się i wychował w Port Moresby w Papui-Nowej Gwinei. Ma dwóch starszych braci i starszą siostrę. Jego rodzice Kevin i Sarenah Pini są właścicielami rodzinnej firmy z siedzibą w Port Moresby. Pini zaczął pływać w wieku sześciu lat i uczęszczał na lekcje w Boroko Amateur Swimming Club. W wieku sześciu lat był rekordzistą kraju w swojej grupie wiekowej (do lat 8). Po ukończeniu szkoły średniej w Port Moresby w 1999 roku przeniósł się do Brisbane, aby dalej studiować i ostatecznie rozpocząć karierę w pływaniu. Wszedł wtedy w szeregi klubu Yeronga Park Swim Club.

## Kariera pływacka

### Igrzyska Wspólnoty Narodów
W 2002 roku, na swoich pierwszych tego typu zawodach, Pini doszedł do półfinałów w czterech konkurencjach i dystansach (50 metrów stylem klasycznym, 50 metrów stylem dowolnym, 100 metrów motylkiem oraz 50 metrów stylem grzbietowym). W 2006 roku zdobył swój pierwszy złoty medal, stając się drugim w historii reprezentantem Papui-Nowej Gwinei, który zdobył taki medal. Wygrał wtedy na dystansie 100 metrów stylem motylkowym, uzyskując czas 52,64. W 2010 roku zdobył srebro na tym samym dystansie, tym razem z czasem 52,50. W tych samych zawodach, mimo kwalifikacji półfinałowej, z powodu kontuzji musiał wycofać się z dwóch innych wyścigów.

### Mistrzostwa świata w pływaniu
Startował w mistrzostwach świata w pływaniu w 2007 roku w Melbourne. Odpadł dopiero w półfinałach na 100 metrów motylkiem i 50 metrów motylkiem. Startował również na dystansie 100 metrów stylem dowolnym, jednak nie przeszedł eliminacji.

### Igrzyska olimpijskie
Po wynikach osiągniętych na igrzyskach Wspólnoty Narodów został powołany do reprezentacji olimpijskiej w 2004 roku. Swoją rywalizację zakończył na 18. miejscu, płynąc na 100 metrów motylkiem.
W 2008 roku po raz pierwszy wyprowadził reprezentantów kraju na stadion olimpijski jako chorąży. W zawodach Pini zajął pierwsze miejsce w eliminacjach na 100 m stylem dowolnym mężczyzn, jednak nie zakwalifikował się do półfinałów. Startował również w wyścigach na 200 m stylem dowolnym, gdzie też nie przedostał się do półfinałów. W swoim trzecim starcie na tych igrzyskach, na 100 metrów stylem motylkowym, dotarł do finału. Stał się wtedy pierwszym reprezentantem kraju, który miał szanse na medal olimpijski. Zajął ostatnie, 8. miejsce.
W 2012 roku wystartował na 100 metrów stylem motylkowym. Nie powtórzył jednak dokonań z poprzednich igrzysk, zajmując 26. miejsce.
W 2016 po raz drugi był chorążym reprezentacji. Jak w poprzednich latach wystartował na 100 m stylem motylkowym. Ukończył go na 30. miejscu z czasem 53,24 sekundy, nie awansując do półfinału.

### Trening
Trenuje w Australii pod okiem Ricka Van Der Zanta, wraz z kilkoma innymi pływakami, w tym z Adrewem Mewningiem.

### Rekordy życiowe
(uzyskane na basenie 50-metrowym)
| Dystans    | Styl      | Czas     |
| ---------- | --------- | -------- |
| 50 metrów  | dowolny   | 20,87    |
| 50 metrów  | motylkowy | 21,54    |
| 100 metrów | dowolny   | 45,54    |
| 100 metrów | motylkowy | 48,83    |
| 200 metrów | dowolny   | 1:39, 23 |

## Życie osobiste

### Małżeństwo
W październiku 2011 roku poślubił Carly Vincenzi na wyspie Stradbroke.

### Wyróżnienia i nagrody
- Kawaler Orderu Imperium Brytyjskiego – 2005
- Najlepszy sportowej Papui-Nowej Gwinei – 2003, 2004, 2005, 2011, 2015
- Atleta Roku wg ONOC dla mężczyzn – 2015